# Mezoneuron rubiginosum
Espèce
Synonymes
- Caesalpinia rubiginosa Guillaumin[2]

Statut de conservation UICN

 DD  : Données insuffisantes
Mezoneuron rubiginosum est une espèce de plantes à fleurs du genre Mezoneuron et de la famille des Fabaceae.
C'est une espèce endémique de Nouvelle-Calédonie.